# Un adeu a les armes (novel·la)
Un adeu a les armes (originalment en anglès: A Farewell to Arms) és una novel·la de l'escriptor estatunidenc Ernest Hemingway publicada l'any 1929. El seu títol fa referència a un vers d'un dels poemes de l'escriptor anglès George Peele del segle XVI.

## Argument i història de la publicació
Un adeu a les armes narra la història d'amor viscuda entre el soldat jove Frederick Henry i la infermera Catherine Barkley, a la Itàlia de la Primera Guerra Mundial. La novel·la és un relat autobiogràfic d'una de les etapes de la vida de l'escriptor. Ernest va ser conductor voluntari d'ambulàncies durant la Primera Guerra Mundial a servei de l'exèrcit italià. A causa d'una ferida que va patir a les cames, va haver d'internar-se a l'hospital, on va conèixer a una infermera, de la que es va enamorar. Basant-se en aquests records va poder escriure Adeu a les armes, caracteritzada per ser una novel·la molt realista que sap transmetre la duresa d'aquella època.
Hemingway va tenir grans dificultats per a escriure el final de la novel·la, fet que podem saber gràcies a les declaracions que va donar el 1958 durant una entrevista per a The Paris Review, una revista anglesa amb orígens francesos. Va admetre reescriure el final més de 47 cops per poder concloure l'obra d'una forma que ell estigués satisfet amb el final. Tots aquests els podem trobar a l'edició especial que va publicar Scribner, una editorial estatunidenca, el juliol del 2012, en conjunt de versions d'altres parts de la novel·la.

## En castellà
La primera edició en castellà de l'obra es va editar a l'Argentina pels socis del Club del Llibre A.L.A, l'any 1940. En canvi, a Espanya va arribar temps després, el 1955, a Barcelona, duta a terme per Luis de Caralt i Borrell. Des d'aleshores, hi ha hagut nombroses reedicions de la novel·la als països hispans parlants.

## Pel·lícules
- 1932: Adeu a les armes és una adaptació de la novel·la escrita el 1932 dirigida per Frank Borzage. A la pel·lícula actuen Helen Hayes, Gary Cooper i Adolphe Menjou.
- 1957: Adeu a les armes és la segona adaptació cinematogràfica, aquesta vegada dirigida per Charles Vidor i John Huston i protagonitzada per Jennifer Jones, Rock Hudson i Vittorio De Sica, el qual va ser nominat a l'Oscar al millor actor de repartiment.

## A la cultura popular
Adéu a les armes ha estat present en diversos àmbits culturals de la societat del món actual, fet que reflecteix el seu abast i importància a escala mundial:
- A Grand Theft Auto: Vice City Stories l'última missió de González porta el nom "Adéu a les armes" en referència a la novel·la.
- Al videojoc Enter The Gungeon l'última expansió porta el títol "Adéu a les Armes".
- Al capítol de South Park de la quarta temporada Timmy_2000, el doctor que diagnostica els nens amb síndrome de falta d'atenció (SFA) els llegeix aquest llibre com a part del test de determinació d'aquesta malaltia.

## Censura
Aquesta obra coneguda mundialment va ser massivament censurada a gran part d'Europa, com Itàlia o Espanya, durant el segle XX, a causa de mostres de contingut sexual expressat de forma explícita. Per culpa de la mentalitat d'aquella època, la difusió d'aquestes idees era considerada un gran problema social, fins al punt d'arribar a prohibir i perseguir obres i artistes durant dècades.
Totes aquelles paraules de llenguatge groller o no apropiat van ser reemplaçades per guions o ratlles. Tot i això, encara podem trobar dos exemplars de l'obra on Hemingway va reescriure sobre les ratlles o guions les paraules censurades.

## Premis
La novel·la bèl·lica Un adeu a les armes no ha estat premiada des de la seva publicació. Malgrat això, l'adaptació cinematogràfica A Farwell to Arms de 1932, dirigida per Frank Borzage, va ser nominada a 5 premis Oscar diferent, essent guanyador de 2 d'ells: Oscar a la millor fotografia i Oscar a millor so.